# Eccidio del Castello Estense (1920)
L'eccidio del Castello Estense è un episodio sanguinoso avvenuto il 20 dicembre 1920 nei pressi del castello Estense a Ferrara e che portò alla morte 6 persone (quattro fascisti e due socialisti).

Il fatto non deve essere confuso con quanto successe nel 1943, sempre a Ferrara, e descritto da Giorgio Bassani nel racconto Una notte del '43 e nel film tratto dal racconto.

## Antefatti storici
Ferrara negli anni immediatamente successivi alla fine della prima guerra mondiale versava in una situazione difficile. Da una parte i braccianti agricoli, animati da idee socialiste, dall'altra i proprietari terrieri su posizioni più conservatrici. Secondo un censimento dell'inizio degli anni venti i braccianti impiegati in agricoltura erano la metà di tutta la popolazione attiva. Questi lavoratori versavano quasi tutti in pessime condizioni economiche ed erano costretti ad accettare la paga minima che la proprietà terriera concedeva per il loro lavoro.
Olao Gaggioli, reduce della grande guerra, nel 1919 fondò a Ferrara il Fascio futurista cittadino, vicino al Partito Politico Futurista e anche, nel suo programma, alle richieste socialiste riguardanti diritto di sciopero, aumenti retributivi, suffragio universale, libertà associative e tassazione delle eredità patrimoniali. Il Gaggioli venne sostenuto in questo da Marinetti, con ogni probabilità, ed inviò la richiesta di adesione del gruppo di Ferrara ai Fasci italiani di combattimento che stavano nascendo a Milano. A fine 1920, Gaggioli si dimise dalla segreteria del fascio futurista di Ferrara adducendo a motivazione che ormai gli agrari, i cattolici ed i liberali avevano snaturato il movimento, trasformandolo in un'organizzazione reazionaria finalizzata a mantenere la situazione di fatto, andando contro le richieste dei braccianti e dei proletari.
Le elezioni politiche del 1919 decretarono il successo del partito Socialista in Italia, dando origine a quello che poi fu chiamato biennio rosso. Sia a Bologna sia a Ferrara la vittoria socialista alle elezioni amministrative destò la preoccupazione della borghesia industriale e dei proprietari terrieri, che cominciarono ad appoggiare le aggressioni delle squadre fasciste contro gli scioperanti e i simpatizzanti socialisti.
A Bologna, il 21 novembre del 1920, si verificarono gravi fatti di sangue durante la cerimonia di insediamento del nuovo sindaco Enio Gnudi. Vi furono 11 morti e 58 feriti: dieci persone, tra i sostenitori dei socialisti, persero la vita fuori dal palazzo comunale ed una venne ferita a morte all'interno della sala del consiglio, il consigliere Giulio Giordani, che venne considerato dalla propaganda di regime il primo martire fascista.

### Giorni precedenti
Sempre a Bologna, nel dicembre 1920, venne bastonato a sangue, mentre usciva dal tribunale, l'onorevole ed avvocato socialista Adelmo Niccolai. Con lui venne aggredita anche la madre, accorsa in sua difesa, ed il collega Genuzio Bentini. Niccolai era presidente del Consiglio provinciale di Ferrara, il fatto venne giudicato una provocazione ed i socialisti invitarono tutti i lavoratori a sospendere il lavoro a mezzogiorno del 20 dicembre per partecipare ad una manifestazione di protesta, indetta per le ore 14 a Ferrara. Tale manifestazione si sarebbe dovuta svolgere in contemporanea con una di segno opposto, organizzata dei fascisti per protestare contro la giunta guidata dai socialisti e in commemorazione di Giulio Giordani
La situazione che si andava profilando per il 20 appariva rischiosa, ed il prefetto De Carlo, sentiti i rappresentanti delle due parti, a fatica concordò che i socialisti sarebbero rimasti nel Teatro Comunale, mentre al corteo dei fascisti fu permesso di percorrere le vie cittadine.

## Lo scontro
Malgrado le precauzioni organizzative e di ordine pubblico le due parti, il 20 dicembre, vennero in contatto, e in un primo momento venne ucciso il fascista Franco Gozzi. Poi lo scontro si inasprì, e trovarono così la morte anche i fascisti Natalino Magnani e Giorgio Pagnoni, oltre al socialista Giovanni Mirella. Il fascista Giuseppe Salani morì il giorno successivo e Giuseppe Galassi, socialista, morì due mesi dopo, nel febbraio 1921, per le conseguenze delle ferite riportate.
L'onorevole Niccolai, il giorno successivo, inviò al prefetto di Ferrara un telegramma di cordoglio per tutte le vittime dei tragici fatti.

### Diverse interpretazioni storiche
Secondo lo storico Alessandro Roveri, malgrado l'impossibilità di stabilire con certezza chi sparò il primo colpo, e tenuta in considerazione pure l'ipotesi di un provocatore, in quel periodo furono i fascisti a cercare spesso lo scontro e furono sempre loro a trarre i maggiori vantaggi dai disordini e dagli atti di violenza.
Secondo l'allora squadrista Giorgio Alberto Chiurco, mentre il corteo di protesta e commemorativo organizzato dai fascisti si stava recando verso il teatro comunale un gruppo di militanti rossi esplose numerosi colpi di arma da fuoco lasciando a terra tre fascisti morti e numerosi feriti.
I primi colpi sarebbero stati sparati con varie armi dalla terrazza, dalla loggia e dalla veranda dei locali della Deputazione Provinciale, rivolti verso piazza della Pace e verso corso Vittorio Emanuele, oltre che da alcune finestre dello stesso teatro comunale.
Secondo la questura l'eccidio risultò "preparato da molto tempo e con molta cura". Inoltre il segretario comunale di Formignana aveva consigliato un amico di allontanarsi dalla città quel giorno, in quanto aveva visto "preparare un piano infernale", mentre cibarie e bastoni erano stati consegnati da Gualandi e Mattioli (due dei responsabili dell'eccidio) a elementi esterni.

## I funerali
Il corteo funebre che si svolse a Ferrara dopo i tragici fatti vide convergere verso la città estense numerosi componenti dei Fasci italiani di combattimento, delle associazioni nazionaliste e anche numerosi cittadini emiliani. Il corteo rese evidente a tutti il seguito del quale godevano i fascisti, dimostrata dalla partecipazione di migliaia di persone, ed il nuovo prefetto parlò con rispetto della manifestazione, descrivendola come priva di incidenti. Questa prova di forza facilitò la definitiva affermazione del fascismo a Ferrara.

## Le conseguenze
Dopo l'eccidio e i conseguenti funerali delle 4 vittime fasciste, presto definite martiri dal nascente regime, le richieste dei braccianti vennero avanzate con sempre minore forza e la proprietà terriera poté imporre le sue regole con minori controlli. Il nuovo segretario della camera del Lavoro di Ferrara divenne Giacomo Matteotti, ma anche lui poté poco contro il clima di crescente favore del quale godeva il fascismo. In quei giorni il nuovo segretario del Fascio di Ferrara divenne Italo Balbo, sostenuto dai grandi proprietati terrieri. Balbo stava cercando un modo per affermarsi e gli agrari avevano trovato in lui chi potesse difendere i loro interessi anche facendo uso della violenza. Queste circostanze determinarono così la nascita dello squadrismo ferrarese, che restando attivo almeno sino al 1922 riuscì a distruggere il movimento socialista.